# Sede Terumot
Sede Terumot (hebr. ‏שדי תרומות‎ Sede Terumot lub Sdei Trumot, dosł. „Żyzne Pole”) – moszaw położony w Samorządzie Regionu Emek ha-Majanot, w Dystrykcie Północnym, w Izraelu.

## Położenie
Moszaw Sede Terumot jest położony na wysokości 130 metrów p.p.m. w intensywnie użytkowanej rolniczo Dolinie Bet Sze’an, będącej częścią Rowu Jordanu w Dolnej Galilei. Okoliczny teren jest stosunkowo płaski, opada jednak w kierunku wschodnim w depresję rzeki Jordan. Jedynymi niewielkimi wzgórzami są wzgórza pochodzenia ludzkiego, takie jak Tel Te’omim i Tel Nufar. Wokół osady znajdują się liczne źródła, których wody są odprowadzane do sztucznych stawów hodowlanych. W odległości 2 km na zachód wznoszą się strome zbocza masywu górskiego Gilboa z górą Avner (499 metrów n.p.m.), z której spływa strumień Avner. Łączy się on ze strumieniami Malkiszua, Avinadav i Moda. W odległości 2,5 km na południe przebiega mur bezpieczeństwa oddzielający terytorium Izraela od Autonomii Palestyńskiej. W jego otoczeniu znajdują się kibuce Tirat Cewi i Meraw, moszawy Rewaja i Rechow, wieś komunalna Tel Te’omim oraz wioska terapeutyczna Malkiszua. Sde Trumot wraz z sąsiednimi osadami Rewaja, Rechow i Tel Teomim tworzy wspólnie powiązaną wioskę rolniczą o nazwie Bikur Jiszuwej (hebr. ‏ישובי ביכורה‎). Po stronie palestyńskiej są wioski Bardala, Kardala i Ein al-Beida.
Sede Terumot jest położony w Samorządzie Regionu Emek ha-Majanot, w Poddystrykcie Jezreel, w Dystrykcie Północnym Izraela.

## Demografia
Większość mieszkańców kibucu jest Żydami:

## Historia
Pierwotnie w okolicy tej istniały dwie arabskie wioski as-Samirija i al-Hamra. Pierwsza została wysiedlona i zniszczona w dniu 27 maja 1948 roku podczas I wojny izraelsko-arabskiej. Drugą zniszczono w dniu 31 maja 1948 roku. Dużo wcześniej tutejsze grunty wykupiły od arabskich mieszkańców żydowskie organizacje syjonistyczne.
Moszaw został założony w 1951 roku przez żydowskich imigrantów z Iraku i Kurdystanu. Planowana jest dalsza rozbudowa osady.

### Nazwa
Nazwa wioski oznacza „żyzne pole” i jest zaczerpnięta z wersetu biblijnego: 
„Góry Gilboa! Ani rosy, ani deszczu niech na was nie będzie, ani pól żyznych! Tu bowiem została skalana tarcza mocarzy. Nie, tarcza Saula nie była namaszczona oliwą.”

## Kultura i sport
W moszawie znajduje się ośrodek kultury z biblioteką, sala sportowa z siłownią oraz boisko.

## Edukacja i religia
Moszaw utrzymuje przedszkole. Starsze dzieci są dowożone do szkoły podstawowej Bikura w moszawie Rechow i szkoły średniej w kibucu Newe Etan. Moszaw posiada własną synagogę i mykwę.

## Gospodarka i infrastruktura
Gospodarka moszawu opiera się na intensywnym rolnictwie, sadownictwie oraz hodowli bydła i owiec. W szklarniach uprawiane są przyprawy i warzywa. W moszawie jest sklep wielobranżowy, stacja benzynowa i warsztat mechaniczny.

## Transport
Przez centrum moszawu przechodzi droga nr 90, którą jadąc na północ dojeżdża się do moszawu Rechow lub jadąc na południe dojeżdża się do skrzyżowania z drogą nr 667 (prowadzi na zachód w góry Gilboa do kibucu Meraw) i dalej do granicy z terytoriami Autonomii Palestyńskiej. Lokalne drogi prowadzą na wschód do wioski Tel Te’omim i na zachód do moszawu Rewaja.